# Statsrådet Mauritz Hallbergs pris
Statsrådet Mauritz Hallbergs pris, även kallat Hallbergska priset, är ett pris som sedan 1920 tilldelas forskare som "i en avhandling, utgiven i original på svenska i Finland, visat prov på särskilt framstående forskning." Det delas ut av Svenska litteratursällskapet i Finland. Det delas alltid ut den 16 maj, vilket är datumet då de vita styrkorna höll sin högtidliga inmarsch i Helsingfors 1918 och markerade slutet på Finska inbördeskriget. Mauritz Hallberg kungjorde även donationen detta datum 1919. Enligt donationsvillkoren skulle hälften av räntan från hans donation användas för priset och andra hälften fick fritt användas av Svenska Litteratursällskapet i Finland. År 2015 var prissumman 20 000 euro.

## Pristagare
| - 1920 – Gunnar Castrén - 1921 – Rolf Witting - 1922 – Jarl Wasastjerna - 1923 – Erik Nordenskiöld och Hjalmar Tallqvist - 1924 – Tor Karsten - 1925 – Albert Lilius - 1926 – Magnus Hammarström - 1927 – Carl Axel Nordman och Ossian Aschan - 1928 – Hugo Pipping - 1929 – Yrjö Hirn - 1930 – Ragnar Hemmer - 1931 – Väinö Tanner - 1932 – K. J. Hartman - 1933 – Karl Lindman - 1934 – Gabriel Nikander - 1935 – Ragnar Granit - 1936 – Eirik Hornborg - 1937 – Hans Ruin - 1938 – Eric Anthoni - 1939 – Johannes Wahlberg - 1940 – Rafael Karsten - 1941 – Lars-Ivar Ringbom - 1942 – E. N. Tigerstedt - 1943 – Bruno Lesch - 1944 – Nils Cleve - 1945 – Erik Ekelund - 1946 – Bertel Hintze | - 1947 – Kurt Buch - 1948 – Gunvor Kerkkonen - 1949 – Olav Ahlbäck - 1950 – Göran Schildt - 1951 – Jacobus Sundman - 1952 – Carl-Eric Thors - 1953 – Jan-Magnus Jansson - 1954 – Gunnar Fougstedt - 1955 – Erik Stenius - 1956 – Hans Blomberg - 1957 – Lars Wahlbeck - 1958 – Åke Granlund - 1959 – Carl-Rudolf Gardberg - 1960 – Lars-Ivar Ringbom - 1961 – C. E. Knoellinger - 1962 – Lars Huldén - 1963 – Edward Andersson - 1964 – Lars Erik Taxell och Bengt von Törne - 1965 – Olof Riska - 1966 – Carl Axel Nordman - 1967 – John Vikström och Johan Wrede - 1968 – Stig Jägerskiöld - 1969 – Stig-Erik Bergström | - 1970 – Björn Kurtén - 1971 – Nils Storå - 1972 – Dag Anckar - 1973 – Torsten Edgren - 1974 – Caj-Gunnar Lindström och Leif Nordberg - 1975 – Carl Jacob Gardberg - 1976 – Hans Saxén - 1977 – Birgit Klockars - 1978 – Fabian Dahlström - 1979 – Erik Andersson - 1980 – Krister Ståhlberg - 1981 – Peter Slotte och Rainer Fagerlund - 1982 – Allan Rosas och Peter Wetterstein - 1983 – Göran Djupsund och Lauri Karvonen - 1984 – Max Engman - 1985 – Tore Ahlbäck och Mariam Ginman - 1986 – Lena Sisula-Tulokas och Olle Sirén - 1987 – Eljas Orrman - 1988 – Ilkka Hirvonen - 1989 – Ann-Marie Ivars - 1990 – Marketta Sundman - 1991 – Anne-Marie Londen - 1992 – Ulrika Wolf-Knuts - 1993 – Nils Erik Villstrand - 1994 – Anna-Maria Åström | - 1995 – Seppo Kjellberg - 1996 – Harriet Strandell - 1997 – Mikael Lindfelt - 1998 – Merja Koskela - 1999 – Beatrice Silén och Juhani Martikainen - 2000 – John Sundholm - 2001 – Björn Vikström - 2002 – Holger Lillqvist - 2003 – Petri Salo - 2004 – Susanne Österlund-Pötzsch - 2005 – Henry Nygård - 2006 – Anna Slotte-Lüttge och André Swanström - 2007 – Jutta Ahlbeck-Rehn - 2008 – Pamela Slotte - 2009 – Nina Martola - 2010 – Stefan Nygård - 2011 – Mårten Knuts och Maria Vainio-Kurtakko - 2012 – Michel Ekman - 2013 – Charlotta af Hällström-Reijonen och Jennica Thylin-Klaus - 2014 – Harry Lunabba - 2015 – Julia Tidigs - 2016 – Matias Kaihovirta och Anna Möller-Sibelius - 2017 – Freja Rudels - 2018 – Kari Tarkiainen - 2019 – Julia Dahlberg - 2020 – Sarah Wikner - 2021 – Sophie Holm - 2022 – Maïmouna Jagne-Soreau - 2023 – Emily Sundqvist - 2024 – Charlotta Wolff |